# Ultima Online
Ultima Online (UO) é um dos primeiros jogos eletrônicos de fantasia do gênero MMORPG (Massive Multiplayer On-Line Role Play Games) lançado comercialmente, em 30 de setembro de 1997 pela Origin Systems. Já foi um dos três MMORPGs mais jogados no mundo. O jogo é situado num universo semelhante aos outros jogos da série Ultima, em um cenário medieval.
A versão online ficou conhecida por seu extenso sistema de combate jogador contra jogador e jogador contra monstros. As características principais jogo incluíam alojamento de jogador persistente (sem necessidade de salvar e sem risco de perder o progresso), progressão de personagem baseada em habilidades (sem níveis ou classes), uma economia baseada em artesanato e dirigida pelo jogador e combate jogador contra jogador irrestrito. Desde o seu lançamento, adicionou oito pacotes de expansão, um booster e dezenas de atualizações de conteúdo gratuitas. O lançamento de Ultima Online: Kingdom Reborn em 2007 trouxe uma nova engine de jogo com visuais atualizados.

## Histórico
O jogor surgiu como uma continuação online da série Ultima, criado por Richard Garriott no início dos anos 1980. Originalmente programado para o Apple II, a série Ultima tornou-se rapidamente disponível em várias plataformas. Ultima II foi publicado pela Sierra On-Line, pois foram eles a única empresa que concordou em publicá-lo em uma caixa junto com um mapa impresso em tecido. Na época em que desenvolveu Ultima III, Garriott, junto com seu irmão Robert, seu pai Owen e Chuck Bueche estabeleceram sua própria produtora de videogames, a Origin Systems, para lidar com a publicação e distribuição, em parte devido à controvérsia com a Sierra sobre royalties das vendas dos jogos.
O orçamento de desenvolvimento do jogo foi de US$ 2,5 milhões. A ideia de Richard Garriott era criar um  jogo de fantasia envolvendo milhares de pessoas que podem jogar em um mundo de fantasia compartilhado. Os jogos da época permitiam que centenas de pessoas jogassem ao mesmo tempo, como por exemplo: Habitat (testado beta em 1986), The Realm Online, Neverwinter Nights (a versão AOL) e Meridian 59; no entanto, Ultima Online superou significativamente esses jogos, tanto graficamente quanto na mecânica do jogo. Garriott comentou que "era muito importante para nós que o Ultima Online fosse um jogo com um tema, uma história e uma missão - e depois suportasse atividades maiores e mais grandiosas. Não queremos que seja apenas controlado e dominado pelo jogador; queremos que seja uma experiência Ultima, com todas as qualidades que as pessoas esperam disso. Ultima Online será, acredito, o primeiro mundo completamente virtual para o grande público viver vidas alternativas." O objetivo era oferecer ao jogador o máximo de liberdade possível.
A equipe inicial era composta por Garriott, Starr Long, Rick Delashmit, Scott Phillips e, um pouco mais tarde, Raph Koster, que se tornou o designer-chefe. Koster escrevia "cartas de designer" públicas e geralmente atendia pelo apelido de Designer Dragon. Koster se inspirou em jogos online anteriores, como DartMUD. O projeto começou em 1995 e foi apresentado ao público na E3 como "Ultima Online: Shattered Legacy" em maio de 1996. A Origin afirmou ter mais de 3.000 participantes no teste alfa preliminar. O custo de desenvolvimento foi muito maior do que os jogos de computador tradicionais; dependia de pessoas acessando servidores via modem. As características iniciais do Ultima Online incluíam alojamento de jogador persistente, progressão de personagem baseada em habilidades (sem níveis ou classes), uma economia baseada em artesanato e dirigida pelo jogador, e combate jogador contra jogador irrestrito.
 

Um mecanismo de vida artificial deveria ser implementado no jogo. Uma prévia anunciou que eventos ecológicos no jogo afetariam o comportamento animal, potencialmente criando novas possibilidades de aventura de maneira orgânica. No entanto, esse recurso nunca passou do estágio beta do jogo. Richard Garriott explicou:
Achamos fantástico. Nós gastamos uma quantidade enorme de tempo e esforço nisso. Mas o que aconteceu foi que todos os jogadores entraram e mataram tudo; tão rápido que o jogo não poderia gerá-los rápido o suficiente para fazer a simulação começar. E então, essa coisa em que passamos todo esse tempo, literalmente ninguém nunca notou – nunca – e acabamos tirando isso do jogo, você sabe, com alguma tristeza.

### Versão Beta e o assassinato de Lord British
Lord British era o alter ego o criador Richard Garriott no jogo. O personagem foi morto durante uma aparição no jogo no teste beta do Ultima Online em 9 de agosto de 1997. Durante um teste de estresse da população do servidor, um personagem do jogador conhecido como Rainz lançou a magia "Fire Field", matando Lord British. O produtor Starr Long culpou um erro humano: o personagem Lord British, como outros, era invulnerável a esse tipo de ataque, mas por erro de condução da quest, a invulnerabilidade foi retirada por várias sessões do jogo. Pouco antes do incidente, o servidor havia caído e Garriott esqueceu de redefinir seu status de invulnerabilidade. Após o ocorrido, os administradores baniram a conta de Rainz do teste beta por explorar repetidamente defeitos do jogo, em vez de relatar bugs. De acordo com a Origin, ele não foi banido pelo assassinato, mas sim por reclamações anteriores contra sua conduta e destacadas por este incidente. Os testadores beta protestaram contra a proibição de Rainz, bem como as ações subsequentes de Long e outros desenvolvedores, durante as quais seu personagem no jogo usou magias para matar indiscriminadamente outros personagens que observaram o assassinato. A revista MMOCrunch considera o evento mais memorável da história do MMORPG. Em Setembro de 1997, foi encerrado o teste beta original. O servidor terminou com um estrondo, simulando aos jogadores um cenário de "fim do mundo" com Shadowlords (entidades demoníacas parecidas com espectros), demônios e outras criaturas malignas massacrando todos os jogadores à vista.

### Era Origin (1997-2004)
Em setembro de 1997, o Ultima Online lançou e abriu os primeiros servidores de jogos ao público. Pouco tempo depois, a primeira expansão chamada The Second Age foi introduzida com novas terras, novos monstros cruéis, novas masmorras e uma exuberante selva tropical cheia de surpresas. Após o lançamento, o jogo provou ser popular, atingindo 100.000 assinantes pagantes em dezembro de 1998, causando graves problemas de lentidão (lag) nos servidores. Em 1999, servidores foram abertos em todo o mundo para apoiar a crescente popularidade do jogo no Japão, Europa e Coreia do Sul. Em 2000, Garriot renunciou à direção da Origin, levando Lord British com ele. Os jogadores do jogo criaram suas próprias especulações e fanfics sobre por que o Lord havia desaparecido (alguns diziam que o Lord fora abduzido por mongbats, uma espécie de humanoide metade macaco metade morcego). Em fevereiro de 2000, um grande evento no mundo teve um enorme exército de mortos-vivos sitiando a cidade de Trinsic. O evento foi executado simultaneamente em todos os servidores durante vários meses. O 21º servidor  foi aberto na Oceania durante esse período. Em maio de 2000, a segunda expansão de Ultima Online, Ultima Online: Renaissance, alterou drasticamente o jogo. Ele dividiu o mundo do jogo em duas partes chamadas Trammel e Felucca, uma era uma zona PVP consensual, enquanto a outra (Felucca) não era consensual. Em novembro de 2000, foi realizado o primeiro fanfest oficial do Ultima Online, chamado UO World Faire em Austin no Texas. Em março de 2001, a terceira expansão, Ultima Online: Third Dawn, foi lançada. Adicionou uma nova área ao servidor chamada Ilshenar. Esta nova área só pode ser acessada com um novo client do jogo lançado com a expansão. O client do jogo original pode ser usado nas áreas de servidor anteriores. Em janeiro de 2002, o segundo fanfest oficial do Ultima Online foi chamado Online Worlds FanFest, também realizado em Austin. Os jogadores puderam conhecer os desenvolvedores, bem como o palestrante convidado Todd McFarlane. Fevereiro viu o lançamento da quarta expansão do Ultima Online, Ultima Online: Lord Blackthorn's Revenge. Notavelmente, ele permitiu o acesso às áreas anteriormente disponíveis apenas para o novo cliente do jogo Third Dawn. Em fevereiro de 2003, a quinta expansão de Ultima Online, Ultima Online: Age of Shadows, foi lançada. Foi a atualização que mais mudou o jogo, incluindo: oferecer aos jogadores a capacidade de personalizar suas casas de jogo, uma área de servidor que dobrou o tamanho das casas e reformulou o sistema de itens. Por volta de março de 2003, o Ultima Online atingiu aproximadamente 250.000 assinantes. Em fevereiro de 2004, a Origin Systems fechou. O Ultima Online não tinha mais um estúdio nomeado para gerenciá-lo. A sede do desenvolvimento mudou de Austin para Califórnia.

### Era Eletronic Arts (2004–2006)
A sexta expansão, Samurai Empire, lançada em novembro de 2004 foi com tema japonês. Ele oferecia duas novas classes, o Ninja e o Samurai, bem como novos conjuntos de peças de habitação com temas japoneses. Novas terras, as Ilhas Tokuno, foram adicionadas, com as cidades sendo estilizadas de acordo com as antigas cidades japonesas. 
Ultima Online foi o primeiro MMORPG a atingir a base de 100.000 assinantes, superando em muito a de qualquer jogo anterior. O número de assinantes atingiu o pico de cerca de 250.000 em julho de 2003, mas depois começou um declínio constante. Em 2006, o jogo tinha cerca de 140.000 assinantes. Em dezembro de 2006, o Ultima Online detinha uma participação de mercado de 1,1% das assinaturas de jogos online para multiplayers. Isso pode ser atribuído em parte ao lançamento de World of Warcraft em 2004, que rapidamente estabeleceu hegemonia sobre o mercado de MMORPG e atraiu dezenas de jogadores de todos os jogos preexistentes do gênero. A expansão número sete, Mondain's Legacy, foi lançada em agosto de 2005. Apresentava a segunda raça de jogadores, Elfos. O sistema de missões recebeu uma grande atualização, assim como o sistema de criação. A tecelagem de feitiços foi adicionada às habilidades. Muitas novas masmorras foram adicionadas. Esta expansão foi a primeira que estava disponível apenas online (versões offline em CDs podiam ser encomendadas). Mondain's Legacy foi a última expansão, com atualizações se tornando mais irregulares após esse ponto.

### Era Mythic Entertainment (2006–2014)
Em junho de 2006, a Electronic Arts comprou a Mythic Entertainment dos criadores de Dark Age of Camelot. Mythic foi encarregado de gerenciar o portfólio de MMORPG da EA, incluindo o Ultima Online. Naquele mês também foi anunciado que o software anti-trapaça PunkBuster seria integrado ao Ultima Online. Isso marcou a primeira vez que PunkBuster seria usado com um MMORPG para ajudar a conter trapaças e exploiters. No entanto, nunca foi integrado ao jogo e, em novembro de 2006, a Electronic Arts colocou a integração do PunkBuster em espera indefinida.
Em agosto de 2007, Ultima Online: Kingdom Reborn foi lançado. Esta foi a primeira grande reformulação do client e dos sistemas de arte desde Ultima Online: Third Dawn. A expansão final foi Stygian Abyss (2009) que se concentrou na corrida das gárgulas. Após Stygian Abyss, o modelo de desenvolvimento mudou de expansões para "booster packs" que deveriam ser atualizações menores lançadas com mais frequência. No entanto, o primeiro booster, chamado High Seas de 2010 também foi o último.

### Era Broadsword (2014-atualmente)
Em 6 de fevereiro de 2014 foi anunciado que o desenvolvimento do jogo seria transferido de Mythic para Broadsword, um novo estúdio, que assumiria o desenvolvimento futuro. Em 2018, o tradicional modelo de teste gratuito de 14 dias para testar foi substituído pelo "Endless Journey", que permitia jogar gratuitamente indefinidamente, mas com grandes restrições sobre o que os jogadores podem fazer e para onde podem ir. 

## Expansões, boosters e atualizações
Através da longa história de Ultima Online, houve muitos lançamentos do jogo. Várias sequências estiveram em desenvolvimento e foram canceladas bom como outras tantas e expansões foram lançadas regularmente.

### Sequências
Duas sequências foram planejadas pela Electronic Arts, mas ambas foram canceladas durante o desenvolvimento para que se pudesse haver mais foco no jogo original.
- Ultima Online 2 (UO2), mais tarde renomeado Ultima Worlds Online: Origin (UWO:O) foi anunciado em 1999. Deveria adicionar elementos steampunk ao cenário de fantasia, num mundo onde o passado, presente e futuro de Sosaria foram fundidos por um erro cometido por Lord British numa tentativa de fundir os fragmentos da Gema da Imortalidade. Todd McFarlane foi contratado para desenhar monstros e regiões originais para o jogo, bem como ajudar a moldar a história. Foi cancelado em 2001 antes de seu lançamento, citando-se a natureza competitiva do mercado de jogos MMO — A Electronic Arts temia que a sequência prejudicasse o número de assinantes de Ultima Online. Alguns dos monstros e arte feitos para o jogo foram posteriormente utilizados na expansão Lord Blackthorn's Revenge.[32]
- Ultima X: Odyssey era um novo MMORPG a ser definido em um mundo chamado Alucinor, criado pelo Avatar após os acontecimentos de Ultima IX: Ascension. Foi cancelado em 2004 quando a Electronic Arts fechou a Origin. A equipe do UXO foi convidada a se mudar para a área de Bay para terminar o jogo. No entanto, apenas um pequeno número de pessoas da equipe do UXO aceitou a transferência. No final, UXO foi cancelado porque a equipe de desenvolvimento se dissolveu.

### Expansões
Expansões foram lançadas regularmente, todas com novo conteúdo na forma de cenários, arte, missões, itens ou mecânica de jogo.
- Ultima Online: The Second Age (1 de Outubro de 1998) Novas áreas do jogo chamada de Lost Lands, também um sistema de Bate-papo e novas criaturas. Conhecida como T2A esta versão foi lançada com em duas caixas diferentes com desenhos diferentes.
- Ultima Online: Renaissance (3 de Abril de 2000) O mundo dobrara de tamanho, uma cópia do mapa foi feita. Os mundos Felucca e Trammel foram introduzidos. O mundo de Trammel não permite que os jogadores matem uns aos outros. Já Felucca possui ambientação mais sombria e permite livre ataque de jogador contra jogador.
- Ultima Online: Third Dawn (7 de Março de 2001) A maior mudança nesta versão foi adição do cliente 3D. Áreas exclusivas do Third Dawn, chamada Ilshenar, também foram criadas, somente sendo acessíveis a partir do client 2D na versão Lord Blackthorn's Revenge em diante.
- Ultima Online: Lord Blackthorn's Revenge (24 de Fevereiro de 2002) trouxe um novo mundo sombrio baseado em novos personagens de Todd McFarlane para o Ultima Online com inteligência artificial melhorada, sistema de ajuda in-game e criação de personagens aperfeiçoada.
- Ultima Online: Age of Shadows (Fevereiro de 2003) Também conhecida como AOS, trouxe grandes expansões de terrenos no mundo de Malas com muito espaço para casas, duas novas classes de personagens (Paladino e Necromancer) e a possibilidade de customizar a construção de casas. A resistência das armaduras foi subdividida em cinco tipos e muitas  propriedades novas foram adicionadas, afetando diretamente as batalhas no jogo.
- Ultima Online: Samurai Empire (2 de Novembro de 2004) Introduziu a mitologia e folclore asiáticos no jogo, duas classes novas (Ninja e Samurai), além de novas terras, as Ilhas Tokuno.
- Ultima Online: Mondain’s Legacy (30 de Agosto 2005) [Cliente inicial 4.0.11c] Nova raça, Elfos, e uma habilidade nova, spellweaving.
- Ultima Online: Kingdom Reborn (2007) [Cliente inicial 2.46.0.3] Versão comemorativa de 10 anos da série, que ao invés de apenas adicionar novos monstros ou itens, possuirá também a premissa de executar uma "plástica completa" no game, ou seja, uma reformulação gráfica nas mais de nove mil peças de arte que formam o jogo. Apesar desta mudança brusca, a EA informou que os usuários que decidirem migrar para a nova versão terão os seus itens, avanços e progressos perfeitamente conservados.
- Ultima Online: Stygian Abyss (8 de Setembro de 2009) apresenta uma nova raça jogável, os Gárgulas; áreas adicionais e três habilidades novas: Imbuing, Mysticism e Throwing. Stygian Abyss também apresenta melhoras significantes ao Kingdom Reborn client, que foi renomeado para Enhanced Client.
- Ultima Online: Time of Legends (9 de outubro de 2015) é a ultima expansão lançada para o jogo, aborda uma temática baseada num cenário pré-histórico, também utilizado no single-player Worlds of Ultima: Savage Empires da série Ultima.

## Estilo e características de jogo
A base do Ultima Online está em fornecer um mundo virtual e persistente onde centenas ou até mesmo milhares de pessoas interajam simultaneamente podendo desenvolver praticamente qualquer profissão através de um sistema baseado em habilidades especificas.
Basicamente é um jogo em terceira pessoa, com visão isométrica, onde jogador controla a movimentação do personagem com cliques do mouse e digita mensagens para os outros jogadores. Inicialmente todos comandos, como empunhar uma arma ou abrir uma porta, eram feitos somente pelo mouse. Após alguns testes os jogadores reclamaram da infinidade de comandos e cliques existentes, sendo alguns muito repetitivos (como fazer clique sobre um inimigo ou abrir uma sacola). Desta forma surgiu o "macro", um sistema de atalhos e repetições que simplifica as ações do jogo. Muitos jogadores consideram o jogo demasiadamente complexo devido à enorme quantidade de combinações de ações possíveis. É importante ainda frisar que o Ultima Online não é um simulador de fato mas um jogo de fantasia, no qual cada jogador controla controla um personagem para levá-los à aventuras, colecionar objetos, comprar casas, etc.
Seu grande sucesso abriu as portas para uma nova geração de jogos MMO. Por ser persistente, seu personagem não é perdido quando você desloga (desconecta), o que significa que você não terá de começar tudo de novo ao reiniciar o jogo, podendo acessar seu personagem ao entrar no jogo de um outro computador, por exemplo. Ao contrário de outros jogos como Diablo, a dinâmica do jogo é muito mais focada na interação entre os jogadores ou entre grupos de jogadores, que na simples matança de seres controlados por uma inteligência artificial. Em contra partida, existem atualmente diversos servidores (chamados shards) e em cada um deles é criada uma nova conta e a partir dela um ou mais personagens podem ser criados. Entretanto as habilidades e itens acumulados por um personagem em um servidor não podem ser transferidas para outro personagem de outro servidor. Isso não foi planejado exatamente assim, a ideia inicial era concentrar todos jogadores em um só servidor, mas o número de jogadores foi subestimado, viu-se que não seria possível (na época) um servidor sozinho suportar todos os jogadores. Os servidores foram criados sob controle da Origin Systems, porém, após alguns anos de jogo surgiram os primeiros Free Shards. Servidores não oficiais e gratuitos que conduziam o jogo à sua maneira, utilizando sistemas distintos dos oficiais. Estes servidores alcançaram grande sucesso nos países onde não havia servidores oficinais nem traduções para o idioma local.
Outro fator muito importante do Ultima Online é a liberdade dada ao jogador, onde cada um pode andar por um extenso mundo (e até viajar para outros) sem se preocupar em chegar em uma borda. Também não existe uma história obrigatória, igual muitos RPGs da época (em que o personagem tinha uma missão a cumprir), pelo contrario, no Ultima Online é incentivada a exploração dos recursos e a possibilidade de seguir diferentes rumos. No jogo também não existe um final ou um desfecho. O personagem viva eternamente, existindo algumas limitações de suas habilidades e de bens acumulados, que variam de servidor para servidor. Seja como um grande aventureiro ou um simples fazendeiro, passando por costureiros, ferreiros e outras profissões.

### Macros
Quase qualquer habilidade no Ultima Online podia ser treinada e avançada por simples, mas repetitivos, cliques do mouse. Mesmo a luta contra monstros podia ser treinada em bonecos ou jogando magias em si próprio. Os jogadores utilizavam programas para repetir os movimentos e cliques do mouse aumentando suas habilidades sem que ele (o jogador) estivesse por perto. Com isso os jogadores eram capazes de criar um personagem com o nível máximo possível naquela habilidade em algumas semanas de jogo, chamado Grand Master. Este tipo de software auxiliar evoluiu com os anos, chegando a ser definitivamente banido nos servidores oficiais, embora amplamente utilizado dos shards mundo a fora. A resposta do servidor oficial foi a criação de sistemas que impedem o jogador de utilizar programas de automação, bem como sistemas que exigem passos complexos demais para um programa mas relativamente simples executar.
Nos servidores gratuitos os programas de macro geralmente são aceitos, sendo os mais comuns o UoAssist, UoLoop, UoAutoPilot, EasyUO e Razor

### Griefers
Muitos jogadores viam-se frequentemente perturbados por outros jogadores tendo seus personagens atacados (e geralmente mortos), provocados ou enganados (trapaceados) - de forma intencional utilizando meios escusos ou mesmo previstos no jogo. Geralmente essa incomodação é feita matando outros personagens, roubando(utilizando a própria habilidade de roubo inserida no jogo), aproveitando falhas do jogo para chatear os outros. No início os desenvolvedores tentaram contornar a situação para prevenir o "comportamento anti-social" , inserindo sistemas como a "Notoriedade", perda de status e muitos outros. A tentativa de coibir estas atitudes levou a criação do mundo Trammel mas também afetou de forma negativa o balanceamento risco vs. recompensa e diminuiu a oportunidade o combate PvP. Enquanto o UO eliminava o combate PvP indesejado, a maioria dos MMORPGs subseqüentes estavam somente limitando os jogadores ao combate mútuo entre si. Mais jogadores deixaram o Ultima Online nos anos que se seguiram, sendo a introdução do mundo de Trammel a principal insatisfação, pois a tentativa de impedir interações mais complexas tirou muito da graça do jogo e o sentido do jogo.

### Moradia
Outra inovação quase exclusiva do UO e grande problema para os desenvolvedores eram as casas dos jogadores. O UO sempre permitiu que os jogadores comprassem casas e as colocassem em quase qualquer lugar com terreno plano. Nos primeiros meses, o problema era que em se perdendo a chave da casa (geralmente para outro jogador que roubava ou matava o dono) perdia-se a casa inteira e tudo que estivesse dentro. Era a maneira mais fácil de entrar em uma casa e roubar tudo de dentro (a outra maneira era esperar do lado de fora, escondido, até que alguém abrisse/destrancasse a porta). Este problema foi contornado criando chaves “abençoadas” (não é possível roubá-las nem perdê-las quando morto) e com a criação de comandos especiais de “trancar” itens. Assim, mesmo que alguém conseguisse entrar na casa, não poderia levar os itens embora. Ou seja: o dono da casa passou a ser definido pelo personagem e não mais pela posse da chave. Nos shards gratuitos os sistemas de posse de casa variam muito, mas em geral utilizam chaves “abençoadas”, também chamadas de "item newbie".
Nos primeiros anos do jogos, quando jogadores e guildas tinham dinheiro para comprar várias casas, surgiu o problema com o uso das tendas e outras moradias baratas para trancar o caminho de certas partes do mundo tornando estas áreas privadas. Uma boa solução (antes de esta falha ser arrumada) era - se você fosse dono de uma Tower (torre) - construir três casas pequenas ao redor da entrada, e então utilizar a magia de Recall ou Gate Travel para entrar no pátio artificial. Como alguns jogadores abusaram disso criando “pátios gigantescos”, os desenvolvedores removeram a maioria das casas do tipo Tenda que bloqueavam os caminhos e impondo regras para colocação de casas exigindo que se deixasse um espaço vazio ao redor das casas (muito similar a legislação das cidades atuais). Esta regra também é utilizada nos shards gratuitos

## Osshardse os mundos

### Shards
Ultima Online é um jogo marcado também pela grande quantidade de cenários e mundos para serem explorados, cada qual com paisagens, monstros e propriedades diferentes. Ao contrario de outros jogos, cada servidor (shard) não é um mundo e sim um fragmento de uma "dimensão" diferente. Os jogadores geralmente selecionam um shard dentro ou perto de seu país, idioma ou fuso horário. Isso ajudou o jogo a reduzir a latência e o lag. O número de shards ativos flutuou enormemente ao longo do tempo, uma vez que a Origin não fazia questão de controlar ou coibir os shards não-oficiais. Segundo a história ficcional do jogo, Mondain, o mago, capturou o mundo de Sosaria na Joia da Imortalidade. O Avatar (também conhecido como O Estranho/O Viajante das Estrelas) quebrou a jóia da Imortalidade em vários fragmentos. Cada servidor é considerado um fragmento da gema quebrada. Em cada resquício quebrado da gema habita uma imagem perfeita de Sosaria. Britannia, que já foi Sosaria, agora existe como mil mundos, cada um com seus próprios povos, história e destino.

### Mundos
Os mundos do Ultima Online são divididos em 7 facetas (ou mapas), alguns com regras e mapas únicos e outros apenas espelhos uns dos outros seguindo diferentes regras. Segundo a história do jogo, Sosaria era como se referiam ao mundo original das primeiras versões, na qual contiam Britannia e Lost Lands bem como seus espelhos (Felucca e Trammel). Ao contrário do que muitos diziam, Britannia e Sosaria não são sinônimos, uma vez que Sosaria é o mundo de maneira mais abrangente e Britannia somente o continente no qual Lord British e seu governo exercem poder. Se os outros mapas estão ou não localizados em Sosaria não está claro e é objeto de disputa. Alguns mundos podem ser (Tokuno), alguns definitivamente não são (Malas e Ter Mur).

##### Britannia e Lost Lands
Bitannia refere-se ao mapa do UO original, aquele com as cidades de Trinsic, Britain e Yew. Originalmente, Britannia estava sob o controle político de Lord British e seu governo. Então, as Lost Lands foram descobertas e assim, foi introduzido um mapa que tinha muito, muito pouco a ver com Lord British. As Lost Lands é uma massa de terra continental que foi adicionada à área de jogo pela primeira expansão de UO (The Second Age) em 1998. As entradas para as terras foram descobertas ou em alguns casos ativadas, como resultado da atividade geológica produzida pelo uso do feitiço Armageddon que foi lançado pelos Seguidores do Armageddon, também conhecidos como Zog Cabal. A primeira expedição britânica às Terras Perdidas foi liderada por Crawworth. Também conhecido como T2A (The Second Age), o mundo possui apenas duas cidades, Delucia e Papua, sendo terra firme em sua maior parte. É habitada por criaturas estranhas, densas florestas e cercada de perigos. Existem passagens secretas e lugar com teletransporte para chegar a este mundo, já que ele não é acessível através dos conhecidos portais (moongates), tornando este mundo bastante isolado. Existem 3 áreas principais, a floresta, o deserto e as terras geladas ao norte. As cidades ficam na parte florestal. Duas masmorras (dungeons) antagônicas são encontradas neste mundo a Fire Dungeon e Ice Dungeon, sendo a primeira no deserto e a segunda nas montanhas de neve ao norte.

##### Felucca & Trammel
Trammel é uma "faceta", ou mapa, dentro do UO. Foi introduzido com a expansão Renaissance em 2000. Trammel é um espelho de Felucca, o mapa original de UO. Sua única diferença são as regras que não permitem PvP (player versus player) não consensual. Os outros mapas ou facetas cujas regras não permitem PvP não consensual passaram a ser chamadas de "Facetas de Regras Trammel" em tradução livre. A ficção de Trammel é que ela foi criado por Nystul, um mago da corte de Lord British, para que os cidadãos pudessem ter um lugar para morar livre da devastação de Minax e os problemas constantes gerados pelos assassinos que atacavam Britannia (especialmente a cidade de Trinsic). Depois de Trammel, as facções lutaram pelo controle de Felucca, enquanto Trammel foi governado por Lord British e mais tarde pelo Conselho Britannian, bem como pelos vários Altos Conselhos que governavam as demais gemas (shards). Devido à sua falta de PvP não consensual, Trammel rapidamente se tornou uma faceta muito popular. Os jogadores que desejassem se concentrar em PvM, role-playing e outras atividades podiam jogar sem medo de serem atacados constantemente.
Dentro de Felucca, o combate PvP é quase irrestrito. As únicas restrições reais são que o combate iniciado em jogadores azuis (inocentes) dentro de uma zona de guarda resultará no agressor sendo "golpeado pela guarda" caso seja reportado por algum jogador ou o próprio atacado (resultando na morte com um único golpe de um guarda). Um ataque contra um jogador inocente tornará o agressor cinza (criminal) e, portanto, livremente atacável até dois minutos após seu último ato de agressão. Dentro de Felucca também existe o sistema de Vício contra Virtude (facções opostas consideradas boas e o outras consideradas más). Ao contrário do sistema de assassinato, você pode lutar livremente nas cidades contra um opositor de uma facção oposta. No sistema normal de assassinato, quando um agressor mata um jogador inocente (azul), a vítima tem a oportunidade de reportar seu assassino. Cada reportes de assassinato decai a cada 40 horas de jogo. No acúmulo de cinco, o personagem se tornará um assassino (vermelho) e se será livremente atacável por qualquer um.

##### Ilshenar
Introduzido com na versão Third Dawn, Ilshenar originalmente só podia ser usado com o cliente 3D. Com a expansão Blackthorn's Revenge, o cliente 2D foi alterado para permitir o acesso a Ilshenar. A instalação de casas de jogadores não é permitido neste mundo. Existem dezenas de masmorras (alguns jogadores se referem ao mapa inteiro como "uma grande masmorra"). Monstros únicos e certos itens raros frequentemente não encontrados aqui. Não é possível alcançar este mundo com magias de transporte como Recall, Gate Travel ou Sacred Journey para entrar em Ilshenar. A entrada é feita exclusivamente através dos portais (moongates). Pode-se, no entanto, deixar Ilshenar usando Recall ou Sacred Journey (mas não Gate Travel). Ilshenar é uma terra imensa que esconde vários segredos em suas ruínas, monstros e bestas podem ser encontrados em suas aventuras. Este mundo é basicamente usado somente para PvM (Player vs Monster) e com isso conseguindo melhores itens e artefatos.
A história ficcional criada para este mundo girava em torno das habilidades dos antigos Ilshenars de viajar facilmente entre facetas e até potencialmente entre os fragmentos (shards). No entanto, essa tradição foi apagada, com a explicação fictícia de que Lord Blackthorn e Exodus alteraram a linha do tempo trazendo os Jukas (lagartos-humanoides) para o nosso presente e impedindo as viagens entre fragmentos. Na época, foi especulado que as sugestões de viagem de entre shards indicavam que Ilshenar deveria ser uma área onde jogadores de diferentes shards poderiam interagir. Originalmente, a interação global era um importante ponto de marketing para o Ultima Online. O software de tradução de idiomas foi fornecido pela Systran e as opções de tradução em tempo real foram incluídas na expansão de 1998, Ultima Online: The Second Age. Estes sistemas no entanto nunca saíram do papel e jamais foram implementados. Ilshenar atualmente não permite que personagens de diferentes shards interajam. Nunca na história do jogo nenhuma interação foi possível entre servidores diferentes. 

##### Malas
Malas consiste em duas massas continentais que foram introduzidas com a expansão da Age of Shadows. Lar de milhares de pessoas e sede do maior comércio de Sosaria. Suas principais cidades são Luna e Umbra e as as Dungeons Doom e Bedlam. Existem ainda vários locais únicos também, como Grimswind Ruins e Crystal Fens.
Na ficção criada para o jogo, Malas está flutuando dentro de um mar escuro de estrelas, Malas é uma terra rachada, assolada por grandes tremores que ameaçam constantemente a estabilidade de seus continentes. Sua origem é um mistério e seu futuro inescrutável, mas o que se sabe é que essa faceta é diferente de qualquer outra. Três grandes porções de terra – uma das quais já está em processo de desintegração em ilhas menores – são conectadas por pontes, e entre elas há um vasto abismo de nada. E, no entanto, apesar desse ambiente instável, a vida floresceu na Face das Trevas; criaturas de todos os tipos chamam Malas de lar, e até os humanos forjaram vidas lá.

##### Ilhas Tokuno
As Ilhas Tokuno são uma faceta que consiste em 3 ilhas conhecidas como Isamu, Makoto e Homare e várias pequenas, sem nome. Todos estas ilhas maiores são acessíveis através de seu próprio portal (moongate). O mapa segue o conjunto básico de regras de Trammel, o que significa que não há combate PvP não consensual. O uso dos feitiços de transporte Sacred Journey, Recall e Gate Travel é irrestrito em Tokuno, exceto nas masmorras. Incluídas como parte da expansão do Império Samurai, as Ilhas Tokuno têm um tema asiático, inspirado em parte por várias mitologias asiáticas clássicas e "cultura pop" asiática (especialmente desenhos animados com temas de fantasia japoneses).
A ficção oficial afirma que as Ilhas Tokuno são atualmente governadas por um monarca hereditário chamado Imperador da Imperatriz. Tokuno é o mesmo mapa conhecido nos jogos single-player da série Ultima como "A Terra dos Senhores Feudais". Neste mapa há uma única cidade, chamada Zento

##### Ter Mur
Ter Mur é uma nova faceta introduzida com a expansão Stygian Abyss. Além de um único portal ao sul de sua capital Royal City, Ter Mur pode ser alcançado atravessando o Stygian Abyss Dungeon em Britannia. Embora exuberante, é uma terra atormentada por turbulências místicas e políticas. Mestres poderosos e estóicos da magia e do aço, a raça Gárgula encontra-se cercada por desafios de todos os lados: o Vazio e os terrores sobrenaturais que emergem de dentro; diminuição dos recursos naturais; e inquietação de dentro da própria comunidade como resultado de seu mundo dilacerado por magias que só agora estão começando a compreender. Os jogadores descobrirão facções de devoção implacável em relação à rainha e agitação rebelde dentro da comunidade Gargoyle.

##### Valley of Eodon
O Vale de Eodon é o ultimo mapa introduzido com a expansão do jogo Ultima Online: Time of Legends. Ele se inspira na versão clássica da série Ultima. Worlds of Ultima: Savage Empires. O tema é uma espécie de terra pré-histórica com dinossauros.

## Habilidades/Skills
Ultima Online tem atualmente 58 habilidades diferentes (e uma removida) que determinam as capacidades do seu Personagem. Você pode gastar até 720 pontos entre eles como desejar. Para melhorar em uma habilidade, você simplesmente executa as ações associadas a ela. Por exemplo, se você deseja treinar como um Espadachim, simplesmente lute contra Monstros com uma espada equipada. Da mesma forma, lançar uma vara de pescar na água é o suficiente para se tornar um pescador melhor. Cada habilidade está associada a certas estatísticas, que são treinadas da mesma maneira. Você geralmente pode pagar NPCs para treinar até um certo nível. Por exemplo, visite a loja de seu ferreiro local e você poderá aprender um pouco de seu comércio através de seus menus de diálogos. Você deverá pagar por esses serviços, é claro, embora o Ouro solicitado seja muito baixo.
Cada habilidade tem um limite individual de 100 pontos, embora em alguns casos isso possa ser estendido usando pergaminhos ou itens mágicos. Também é possível aumentar a taxa de seus ganhos usando um pergaminho. Um Pergaminho da Transcendência, por exemplo, aumenta o total da habilidade diretamente. Detalhes específicos sobre itens ou ações que aumentam mais rapidamente ou mais lentamente determinada habilidade variam grandemente de servidor para servidor, por isso não há como estabelecer um padrão do que deve ser feito para evoluir com maior eficiência. O Menu Skills pode ser usado para selecionar aqueles em que você deseja melhorar, aqueles que deseja "esquecer" e aqueles que deseja bloquear em seu nível atual.

### Lista de habilidades
| Combate | Magia | Trapaça | Trabalho |
| --- | --- | --- | --- |
| - Archery - Chivalry - Fencing - Focus - Mace Fighting - Parrying - Swordsmanship - Tactics - Wrestling - Bushido - Throwing | - Alchemy - Glassblowing - Evaluating Intelligence - Inscription - Magery - Meditation - Necromancy - Resisting Spells - Spellweaving - Spirit Speak - Mysticism | - Begging - Detecting Hidden - Hiding - Lockpicking - Poisoning - Remove Trap - Snooping - Stealing - Stealth - Ninjitsu | - Arms Lore - Blacksmithy - Bowcraft & Fletching - Carpentry - Masonry - Cooking - Item Identification - Cartography - Tailoring - Tinkering - Basket Weaving - Imbuing |
| Cura | Bardo | Criaturas e sensitivo | Coleta de Recursos |
| - Healing - Veterinary | - Discordance - Enticement (descontinuada) - Musicianship - Peacemaking - Provocation                                                                            | - Anatomy - Animal Lore - Animal Taming - Camping - Forensic Evaluation - Herding - Taste Identification - Tracking      | - Fishing - Mining - Lumberjacking |

## Recepção da Crítica
Segundo a análise da revista especializada Next Generation, o jogo foi avaliado com quatro estrelas de cinco. Os críticos da revista afirmaram que "é um mundo muito grande, cheio de coisas interessantes para tentar fazer e aprimorar, com mais a ser adicionado ao longo do tempo e muitas pessoas reais ao redor para saber de seus feitos. Britannia é aquilo que você faz. Divirta-se." Já a revista GameSpot não foi tão amigável com o jogo, avaliando-o com 4,9 de 10 estrelas.

### Vendas e assinaturas
As previsões internas de vendas do Ultima Online eram inicialmente bem baixas. O presidente da Electronic Arts, John Riccitiello comentou que Ultima "nunca foi uma grande franquia", por havia um certo ceticismo quanto ao jogo No entanto, Stefan Janicki da GameSpot observou algum tempo depois que o jogo "rapidamente se tornou um dos jogos de maior sucesso comercial de todos os tempos". A CNNMoney também o declarou o lançamento do jogo como um "evento divisor de águas" e o primeiro grande sucesso no gênero de jogos somente para Internet. Nos Estados Unidos, Ultima Online estreou em 9º lugar no ranking de vendas de jogos de computador da revista "PC Data" em outubro de 1997. Ele era vendido a um preço de tabela de US$ 65,40 e o preço de sua assinatura era de US$ 55 por mês. Um escritor do CNET Gamecenter observou que o jogo fazia parte de uma tendência sucesso dos RPG em outubro daquele ano, ao lado de Fallout e Lands of Lore 2: Guardians of Destiny. Ele comentou: "Se a lista de outubro for um indicativo os RPGs estão de volta." Entre o lançamento de Ultima Online em 25 de setembro e 13 de novembro, o jogo vendeu 65.000 unidades. No Japão, sua remessa inicial de 5.000 unidades esgotou em 15 minutos nas prateleiras.
A taxa de vendas do Ultima Online foi a mais rápida de todos os tempos para um jogo somente para Internet em 1997 e levou a Electronic Arts a declarar o título como o jogo de computador mais vendido de todos os tempos. Um redator da "PC Gamer US" considerou essa velocidade a possível causa para "os muitos relatos de pedidos perdidos, atrasos nas pré-encomendas e falta de estoque que ocorreram quando o jogo foi lançado". Em meados de novembro, a Electronic Arts revelou planos para enviar mais 80.000 unidades de Ultima Online em todo o mundo, incluindo 15.000 para o Japão. A maior parte de sua primeira remessa tinha como destino os Estados Unidos. Em 20 de novembro, o jogo se tornou o título de computador mais vendido do Japão em seu mês de lançamento. Ultima Online atingiu 70.000 assinantes globais no início de dezembro, dos quais o Japão compunha 8.000 e a Europa 5.000. Mais da metade das vendas de títulos naquela época ocorreram fora dos Estados Unidos. O jogo caiu do top 20 mensal da "PC Data" nos Estados Unidos em novembro, mas a empresa ainda constatou 87.000 vendas de Ultima Online somente naquele país até o final de 1997.
Em dezembro de 1998, o Ultima Online atingiu 100.000 assinantes, com uma média de jogadores simultâneos de 12.500 usuários e um tempo médio de jogo semanal de 20 horas. Declarando o jogo um sucesso, a equipe da IGN escreveu que seus usuários "pagam US $ 9,95 por mês para jogar o jogo. Isso é um milhão de dólares em receita por mês. Doze milhões de dólares por ano". O jogo subiu para 120.000 assinantes em março de 1999 e em junho as vendas globais de Ultima Online ultrapassaram 200.000 unidades. Um escritor do GameDaily descreveu esse desempenho como "quase como imprimir dinheiro". Sua base de assinantes continuou a subir em 2000, atingindo 150.000 usuários em fevereiro. No mercado interno, Ultima Online e sua expansão Second Age, juntos, venderam 249.610 cópias e faturaram US$ 11,3 milhões somente no varejo no início de 2000. De acordo com Mark Asher, da PC Data Gamecenter, "Adicione uma base de assinantes atual de 150.000 jogadores a US$ 10 por mês e você poderá ver o apelo dos jogos online pagos". Os assinantes aumentaram para 165.000 em março, o que totalizou US$ 1,65 milhão em receita mensal e para 250.000 em outubro de 2000.
No início de 2001, a base de jogadores do Ultima Online era estimada em 20 a 30% do sexo feminino, o que era comum aos MMORPGs da época. O Japão foi como um mercado chave para o Ultima Online em julho de 2001, sendo responsável por 64.000 dos 240.000 assinantes do jogo na época. Um representante da Electronic Arts relatou que "Embora façamos apenas uma fração dos negócios de jogos para PC no Japão, mais de 25% dos negócios do Ultima Online são feitos no Japão". Em todo o mundo, Ultima Online manteve 225.000 assinantes no início de 2003.

### Prêmios
O sucesso do Ultima Online resultou no Guinness World Records concedendo ao jogo oito recordes mundiais no Guinness World Records: Gamer's Edition 2008. Esses recordes incluem "Primeiro MMORPG a atingir 100.000 jogadores", "MMORPG de maior duração" e "Primeira e única pessoa a matar Lord British", que foi feito por um jogador chamado Rainz durante uma reinicialização do servidor que desligou sua invulnerabilidade; no entanto, o prêmio "MMORPG de maior duração" foi revogado devido a um descuido e foi dado ao jogo Furcadia, que foi lançado nove meses antes do Ultima Online. Em maio de 2001, Ultima Online ganhou o prêmio MPOGD de jogo do mês. Em 2010, Ultima Online foi o primeiro a entrar no Game Developers Choice Online Awards Hall of Fame. Em 2012, a Stratics presenteou o Ultima Online com um "Historic Achievement Award" para comemorar "quinze anos de inovação, imaginação e dedicação em apoio à comunidade Ultima Online" A Time o designou como um dos 100 maiores videogames de todos os tempos em novembro de 2012

### Controvérsias
Como os designers do Ultima Online queriam dar liberdade e sensação de ação, era importante permitir que os jogadores agissem como vilões. As consequências da criminalidade no jogo foram ajustadas ao longo do tempo, mas mantendo o compromisso geral com a liberdade do jogador. Como explicado pelo designer Raph Koster, "Não ser mal é, na minha opinião, uma troca desigual pelo fato de que você não pode mais ser herói pois você simplesmente optou por não lutar contra o mal. Pode ser que ninguém queira ser herói, exceto quando este é o objetivo do jogo, quando não é desafiador, quando as pessoas preferem lutar 'fingindo ser mau' mesmo realmente não sendo, mas eu pessoalmente não acredito nisso. Eu ainda acho que as pessoas são melhores do que isso." Ultima Online foi processado por ex-jogadores voluntários (chamados "Conselheiros") e arquivado em 2004 sem admitir irregularidades. A AOL havia feito com que seus voluntários treinassem o pessoal de atendimento para atender aos assinantes. Dado ao processo, a Origin encerrou o programa de voluntários. A preocupação com futuros processos judiciais levou a Microsoft a encerrar seu programa de voluntários para o Asheron's Call.

## No Brasil
No Brasil o Ultima Online nunca teve um servidor oficial. Entretanto, o publico de jogadores brasileiros que nos anos 1990 eram ignorados pela Origin, tornou-se notável a partir da década de 2000. Com o preço proibitivo do dólar e por se tratar de um publico em sua maioria de adolescente sem acesso à compras internacionais, uma enorme demanda por servidores piratas nacionais foi criada. Assim surgiram os primeiros "Free Shards" no Brasil. Alguns deles começaram timidamente com 25 jogadores, que, em pouco tempo, atingiam a marca era de 100 a 120 pessoas conectadas, chegando até à faixa de 700 conexões simultâneas em shards que persistem até hoje.
A falta de uma proposta de marketing para a América Latina e o aumento dos freeshards chegou a um ponto em que a EA desistiu de investir neste mercado, deixando muitos jogadores frustrados. No início, os shards eram administrados por ex jogadores da Origin, porém isso mudou com o tempo. Os servidores brasileiros não tinham os recursos financeiros para bancar a capacidade de processamento, armazenamento e a memória dos americanos, impossibilitando a evolução dos shards brasileiros. Além disso, o emulador oficial do UO não é distribuído publicamente - somente através de um contrato pago. Os freeshards utilizam, então, emuladores alternativos (como o RunUO, PenultimaOnline(POL) e o Sphere), que nem sempre são capazes de reproduzir as características do jogo original. Estes emuladores não foram desenvolvidos pela mesma quantidade de pessoas nem durante o mesmo tempo que o oficial (chamado de OSI), levando à existência de muitas falhas (principalmente nos mais primitivos, caso do Sphere, antigo TUS). Devido a estas falhas, certos servidores se tornam um lugar propício para trapaças e cabe aos administradores os resolverem ou sofrerem a conseqüência de uma "migração" para outros shards.
A administração dos shards brasileiros é geralmente constituida por:
- Easy Shards - Modalidade na qual ganha-se pontos de habilidades mais rápido e a economia é hiper-inflacionada.
- Normal - Tenta imitar o jogo original, mas com algumas alterações e limitações. Geralmente sem implementações complexas ou sub-sistemas.
- Hard Shard - Vários fatores que criam dificuldades e uma jogabilidade que exige mais tempo do jogador para evoluir seu personagem.
- War Shard - Modalidade na qual os jogadores normalmente iniciam o jogo com todas habilidades completas e tem disponibilidade da maioria dos itens de graça. O objetivo é apenas uma Arena PvP ou a matança de monstros.
- Role-Play - Um estilo baseado em RPG, onde o foco principal é a interpretação de um personagem, encenando como seria a convivência dentro de um mundo fantasioso, com diálogos, vestimentas e eventos sociais de época. Geralmente este sistema apresenta disponibilidade de Raças e Classes.
- OSI-like - Tende a ser igual ao original, lançando constantemente updates, como habilidades e dificuldade para evoluir personagens totalmente baseadas na OSI.